# Новочеркасский мясокомбинат
Новочерка́сский мясокомбина́т — основан в 1915 году на базе колбасного завода А. В. Лозе. Производит более 150 наименований мясной продукции. Основная продукция — колбасы и мясные полуфабрикаты.

## История

### Мясной комбинат Адольфа Лозе
Одно из старейших пищевых предприятий города Новочеркасска и Ростовской области, сохранившихся с момента основания и действующих доныне. Первые упоминания о колбасном заводе немецкого поселенца Адольфа В. Лозе, построенном в Западенской балке на юго-западе города, относятся к 1867 г. Завод славился, как свидетельствуют печатные источники тех времен, "добротной колбасой нескольких сортов и копченостями". 
Лозе Адольф Васильевич родился в Германии в 1835 году. Окончив городское училище в г. Кенигсбриг (Саксония), в 1864 прибыл в Россию и работал в «Экспортной бойне» в Либаве в качестве мастера, затем мастером на большой паровой, первой тогда в России, колбасной фабрике «Шеффель». После этого побывав в разных городах России, Адольф в 1867 году прибыл в г. Новочеркасск, где основал колбасную мастерскую в самой примитивной обстановке и скромных размерах, постепенно увеличивая её производительность. Деятельность фирмы «Адольф Лозе» (так изначально назывался завод) настолько увеличилась, что было открыто две самостоятельных колбасных фабрики. После смерти Лозе, его наследники, сыновья Роберт и Альберт Лозе успешно продолжили его дело и построили аналогичные предприятия в других городах на юге России.
Одна находилась в г. Новочеркасск, которой с 1910, после смерти основателя, руководил сын Роберт Адольфович Лозе. Обороты фабрики достигали 400,000 руб. при 150 рабочих и служащих.
Другая находилась в г. Ростове-на-Дону, которой руководил другой сын Альберт Адольфович Лозе, который под руководством отца самолично основал в Ростове фабрику. Благодаря знаниям в области своей профессии, расширяя и пополняя фабрику самыми новейшими усовершенствованиями в техническом и гигиеническом отношениях, предприниматель довел обороты своей фабрики, сравнительно в короткое время, до 300,000 руб. Рабочих на ней и служащих при магазинах до 120 человек.
Фабрики снабжали продуктами своего производства: Север, Екатеринославскую с соседними губерниями Донской Области, Кавказ, Закавказский и Закаспийский край.
Изделия фабрик особенно славились в Донской Области и на Кавказе и имели там наибольший сбыт.
За качество своих колбасных изделий фирма «Адольф Лозе» удостоилась многих высших наград и похвальных отзывов как в России, так и на зарубежных выставках. Оба владельца колбасной фирмы принимали участие в многих общественных, просветительских и благотворительных учреждениях, за что заслужили всеобщее уважение.
Место для комбината выбрали не случайно. С одной стороны в нескольких метрах от территории проходил старый Ростовский тракт, а с другой стороны завод примыкал к Западенской балке, ручей которой был удобен для сброса сточных вод. В те годы это была отдаленная городская окраина. К 1895 г. предприятие Лозе выпускало 2,5 тысяч пудов колбасных изделий в год; продукция продавалась в первоклассном колбасном магазине Адольфа Лозе.
"Не магазин, а сказка - все помещение отделано белыми плитками, все в светлых тонах, чистые крахмальные колпачки у приказчиков" - "Вся Россия". Русская книга промышленности адрес-календарь Российской империи, издание А.С. Суворина, 1895 г., 856 с.

### Революционный период
В начале XX века был построен главный производственный корпус - колбасный цех производительностью 60 пудов (около 1 тонны) колбасы в сутки.

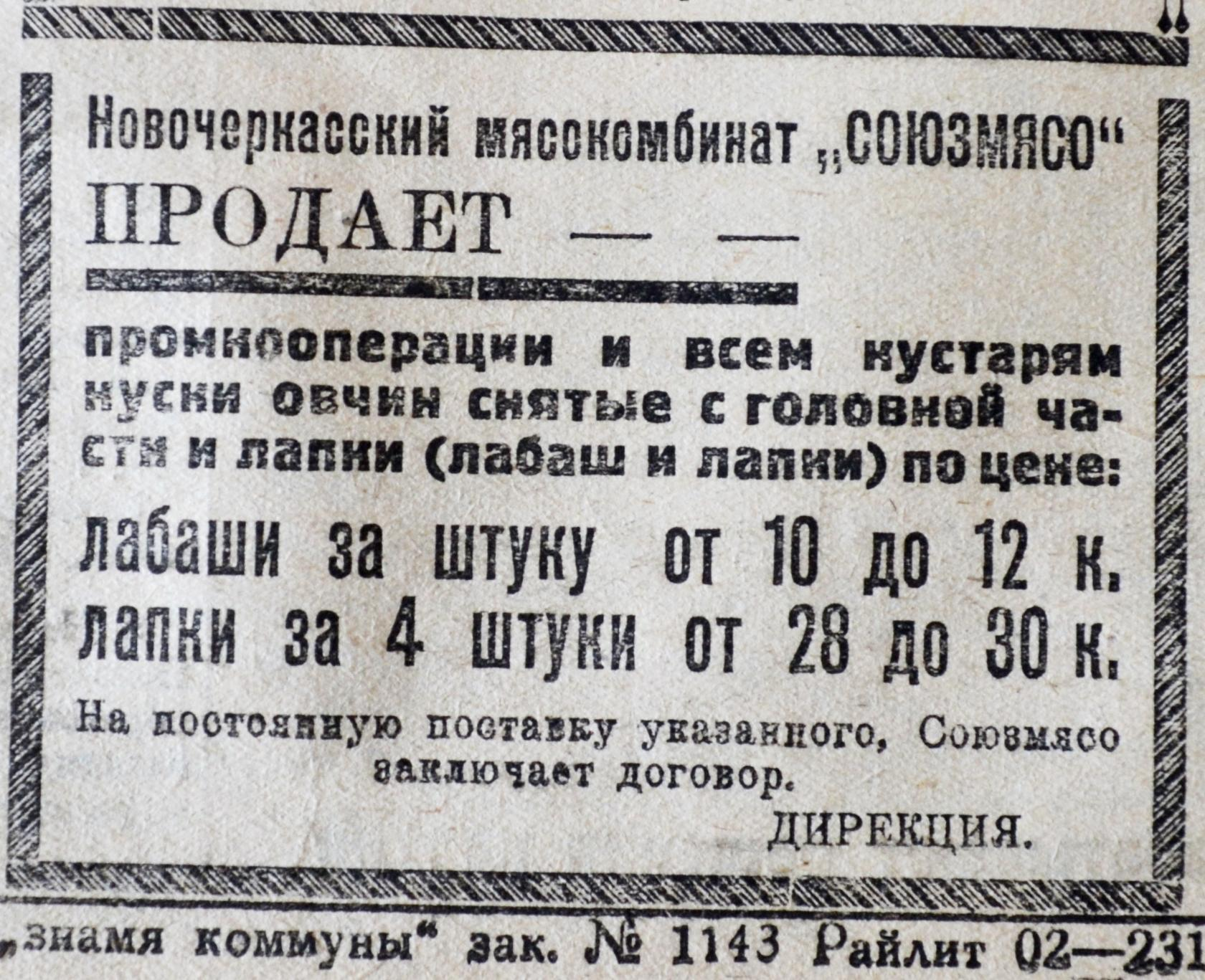
Объявление Новочеркасского мясокомбината в газете «Знамя коммуны» № 114 (33) от 12.10.1932 г. в Новочеркасске

11 августа 1917 года на заводе случился погром и пожар, который уничтожил часть построек. Завод частично был восстановлен и продолжал производить продукцию.
После революции мясокомбинат реконструировали, достроили убойное отделение. Проектная мощность предприятия достигла 25 тонн в сутки.
7 января 1920 года в Новочеркасск пришла Советская власть. Брошенный хозяевами завод пытались растащить, но это предотвратили, и в 1920 году он стал относиться к предприятиям пищевой промышленности Донобласти Черкассого Округа. Производительность составляла 200 пудов в день.
Из отчетов за 1926 год: 

«1926 год. На колбасном заводе две бойни: одна для крупного рогатого скота, другая для мелкого. В колбасном цехе под руководством директора тов. Середина работают 35 человек, производится 100 сортов колбасы. Рецепт копчёной колбасы: пуд говядины, пуд свинины и пуд чистого сала. Готовится и «народная», то есть чайная колбаса».
По данным справочника М. Фетисова 1928 г.: 

«Колбасный завод после расформирования Черкасского Донского пищевого треста передан в аренду Донсельпрому (1927). Производственная программа в текущем 1928 году рассчитана на выпуск одного миллиона килограммов различных колбасных изделий. Штат рабочих 100 человек».
— Справочник М. Фетисова, 1928 г.

### Военный период
В годы Великой Отечественной войны новочеркассцы героически сражались за честь отчизны. В период оккупации города Новочеркасска осенью 1942 г. создавались отдельные подпольные патриотические группы. В кратком отчёте Новочеркасского ГК ВКП(б) значится группа профессора Роменского Н. В. В её состав входило много мелких подпольных групп, в том числе группа рабочих мясокомбината во главе с ветеринарным врачом Николаем Павловичем Панфиловым. По заданию командира, решено было сорвать продовольственное снабжение германской армии. Панфилов Н. П. вместе с рабочими комбината Поляковым И. П. и Кострыкиным Н. А., нарушив резьбу, открыли краны водоснабжения, залили помещение водой, которая, замёрзнув, прекратила работу колбасного цеха и привела в негодность мясорубки, оставив немцев без продукции.

### Послевоенный период
Послевоенное (1946) производство на мясокомбинате из-за многочисленных повреждений оставалось примитивным; забой скота осуществлялся вручную; колбаса варилась в чанах, которые разогревались дровами, котельная работала на угольном штыбе, центрального отопления не было. Постепенно предприятие приобрело современный вид. Его максимальная производительность, поддерживавшаяся в течение 1980-х годов, составляла 15-18 тонн продукции в смену.
Послевоенное производство на мясокомбинате было на пещерном уровне. Забой скота осуществлялся вручную. Колбаса варилась в чанах, которые разогревались дровами. Субпродукты коптили прямо во дворе на кострах. Котельная работала на угольном штыбе, который зимой обычно смерзался. 
Несмотря на трудности в 1949 году, среди победителей соцсоревнования, получивших Красное Знамя Горкома ВКПб и Горисполкома, назван  коллектив Мясокомбината – директор тов. А.И. Трощенко, секретарь п./о. тов. Фарапонов, председатель месткома тов. Кушнарёв. План июля выполнен на 136,7 %, а второго квартала – на 152,4 %.
Постепенно завод достраивался, реконструировался и газифицировался.
В 1952 году на заводе построена и пущена в эксплуатацию паровая котельная, которая позволила наладить паровое отопление, а также внедрить паровой обогрев при варке колбасных изделий, вытопки жира.
В 1954 году директором мясокомбината назначается Л.И. Михайлов. С 1957 года – директор Александр Андреевич Дедик. Начиная с 1963 года – директор Николай Иванович Климов. В 1968 году – директор Адольф Илларионович Желудков
В эти годы проводится расширение мясокомбината с поочерёдной реконструкцией цехов, строительство холодильника, компрессорного цеха. В 2 раза увеличивается конвейер по переработке крупного рогатого скота и свиней. Проводится газификация котельной с заменой паровых котлов, пристраиваются:
- отделы главного механика и строителей;
- обвалочное и шкуропосолочное отделения и многое другое.[8]

Все проведённые на основе хозяйственного расчёта работы, причём самостоятельными силами (кроме газификации), повысили мощности мясокомбината в три раза.
Вошли в практику, и до сих пор продолжаются, коллективные посещения театров, концертов, туристические походы и экскурсии – что сплачивало коллектив и одновременно дисциплинировало.
Многолетний и самоотверженный труд работников предприятия отмечался высокими наградами. Звания «Заслуженный работник пищевой индустрии» удостоены Н. П. Мухина, Л. В. Сухорукова, С. К. Алавердов, М. Я. Маслова, 3. И. Калиниченко, Н. М. Сапрыкина, В. М. Боброва, В. М. Зеленькова; звания «Заслуженный экономист» — Л. В. Пивоварова.
Орденом Трудового Красного Знамени награждены К. И. Кандыбина, В. Т. Косяков; орденом Трудовой Славы III ст. — Р. А. Остапенко, Н. Ф. Чередниченко; орденом Дружбы народов — Р. А. Остапенко; орденом «Знак Почета» — Л. И. Бурдюгов; медалью «За трудовое отличие» — А. И. Гавриленко, Б. Б. Качалов.

### Современный период
Когда в начале 1990-х годов в стране началось реформирование экономики, производственные показатели мясокомбината пошли на убыль.
Многие предприятия переработки в это время прекращали существование, или были перепрофилированы. Но Новочеркасский мясокомбинат выстоял и успешно продолжил работу.
В 1996 году с приходом Акулович Л.А. удалось приостановить спад производства, и сегодня ОАО "Мясокомбинат Новочеркасский" - одно из стабильно работающих предприятий города.
На конкурсной основе с 1999 ежегодно мясокомбинат включается в федеральные программы развития предприятий области, которые успешно выполняются.
В 2001 ОАО «Мясокомбинат Новочеркасский» на базе разорившегося предприятия образовало совместное сельхозпредприятие «Золотой телец» по выращиванию и откорму крупного рогатого скота и свиней. В настоящее время расширены его посевные площади, увеличено свинопоголовье в 8 раз, что позволило снизить себестоимость выпускаемой продукции.
Мясокомбинат неоднократно участвовал в различных выставках и выходил победителем по качеству выпускаемой продукции. Им завоеваны: 
- золотая медаль за колбасы вареные «Останкинская» и «Юбилейная» (международная продовольственная выставка «Ростов гостеприимный», 2000, 2002);
- золотая медаль за сырокопченую колбасу «Мещерская» (Всероссийский конкурс лучших пищевых продуктов, Волгоград, 2001),
- серебряная и бронзовая медали за карбонад свиной «Деликатесный» и варёно-копчёную колбасу «Сервелат» соответственно,
- золотые медали за варёно-копчёную колбасу «Московская» (продовольственная выставка «ЮГПРОДЭКСПО» 2001, 2002),
- бронзовая медаль за колбасу варёную в/с «Молочная» (Российская агропромышленная выставка, Москва, 2002).

Под руководством Л.А. Акулович была разработана новая стратегия развития предприятия; на первом месте - качество продукции, на втором -успешная её реализация с прибылью, и, как следствие - своевременный расчет с поставщиками, рост рейтинга предприятия среди потребителей и партнёров. Затем - развитие и модернизация производства, обучение персонала, строительство новых производственных мощностей мясокомбината.
В 2017 году мясокомбинат отметил свое 150-летие. 

## Руководители предприятия
Руководители предприятия за всю его историю:
- 1867 — 1910 Лозе Адольф Васильевич;
- 1910 — ? Лозе Роберт Адольфович;
- ? — 1954 Трощенко Алексей Игнатьевич;
- 1954 — 1957 Михайлов Леонид Иванович;
- 1957 — 1963 Дедик Александр Алексеевич;
- 1963 — 1968 Климов Николай Иванович;
- 1968 — 1985 Желудков Адольф Илларионович;
- 1985 — 1988 Бударин Виктор Михайлович;
- 1988 — 1992 Староверов Вячеслав Владимирович;
- 1992 — 1996 Сухорукова Лариса Владимировна;
- 1996 — н.в. Акулович Любовь Александровна

## Торговая марка
Торговая марка (Товарный знак) ОАО «Мясокомбинат Новочеркасский» — силуэт коровьей головы.
Полумесяц над буквой «Н» имитирует рога. Эту тему усиливает имитация глаз животного — горизонтальные полоски от буквы «Н» в её верхней части.
В нижней части буквы «Н» горизонтальные полоски переходят в полукруг, соединяясь между собой под буквой, а замкнутое пространство создает имитацию головы коровы.
Обычно на этикетках и другой печатной продукции с правой стороны от буквы «Н» на торговой марке выполняются надписи в две строчки: «мясокомбинат», и под ним слово «Новочеркасский», которое является продолжением стилизованной буквы «Н».